# Goldrausch

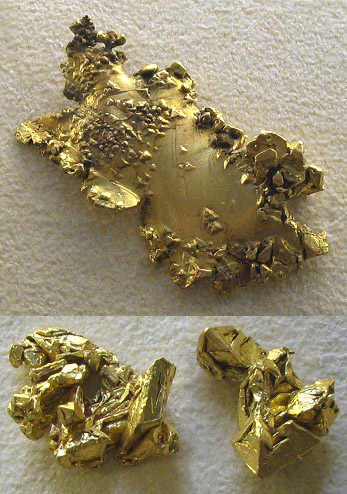
Gold-Nuggets

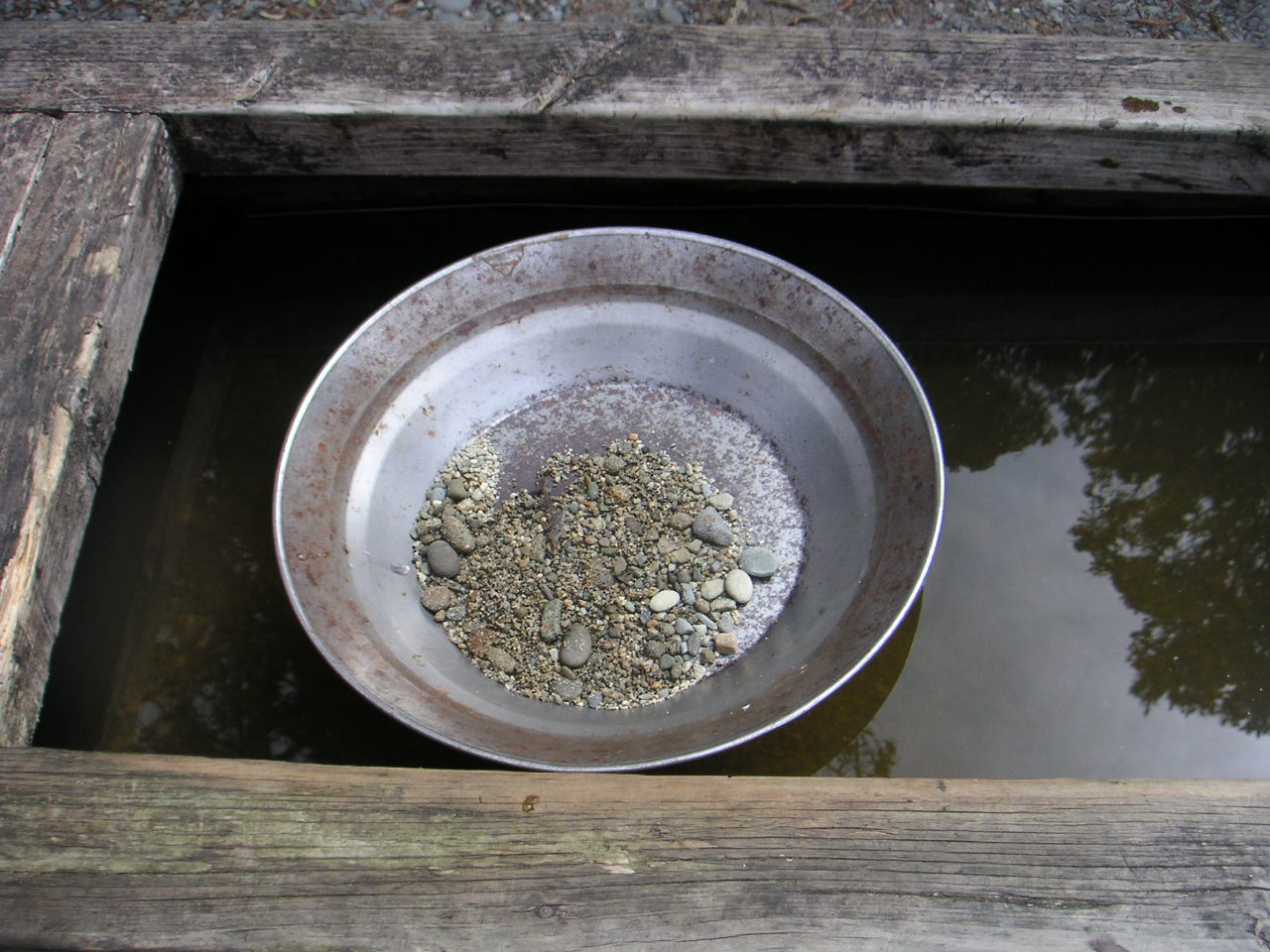
Pfanne zum Goldwaschen

Ein Goldrausch (englisch gold rush, im Englischen also wörtlich und sinngemäß „Gold-Hast“ bzw. „Gold-Ansturm“), seltener auch Goldfieber, ist eine Periode der verstärkten Einwanderung in ein Gebiet, in dem es entweder verwertbare Mengen Gold oder zumindest Gerüchte über solche Vorkommen gibt. Die Goldräusche bringen einen Bergbauboom mit sich, der wiederum Teil eines Rohstoffbooms ist.
Die Goldräusche des 19. Jahrhunderts brachten viele tausende von Arbeitern der ganzen Welt dazu, ihren Arbeitsplatz, zum Beispiel in einer Fabrik der industriellen Revolution, aufzugeben und – teilweise samt ihrer Familie – zu einem Goldfeld zu ziehen, um dort ihr Glück zu suchen.

## Geschichte und Entstehung des Goldrausches
Besondere Eigenschaften des Goldes und seine Seltenheit waren der Anlass dafür, ihm eine eigene Mystik zuzuschreiben. Immer wieder kursierten Gerüchte sagenhafter Städte oder Länder, in denen „das Gold auf der Straße liegt“ (siehe auch Schlaraffenland). Schon in der Bibel wird ein sagenhaftes Goldland namens Ophir erwähnt.
Auch die spanischen Konquistadoren in Mittel- und Südamerika suchten nach einer goldenen Stadt namens Eldorado. Es gibt in verschiedenen Mythen ein Goldland.
Die Entstehung eines Goldrausches ist abhängig von Information und Transport, weswegen es nicht weiter verwundert, dass alle bekannten Goldräusche in einer Zeit und Gesellschaft stattfanden, die bereits über Dampfmaschinen (Eisenbahn, Dampfschiff) und Telegrafen verfügte, außer dem brasilianischen Goldrausch ab dem Jahr 1693. Gleichzeitig fanden große gesellschaftliche Umwälzungen statt. Durch die Maschinisierung von Industrie und Landwirtschaft wurden viele Menschen in ihrer Heimat entwurzelt und in die Emigration getrieben (siehe auch Auswanderung im 19. Jahrhundert).
In ihrem Einwanderungsland mussten sie sich – oft unter schwierigen oder abenteuerlichen Bedingungen – eine neue Existenz aufbauen. Diese von ihrem Schicksal Getriebenen bildeten den Grundstock jedes echten Goldrausches. Dabei konnten Städte, auch große, entstehen, und in manchen Fällen (wie im Kalifornischen Goldrausch) begünstigte er die Verbreitung der Einwohner über ein ganzes Land.
Faktoren, die Goldräusche damals begünstigten, waren verbesserte Transportwege zu den Goldfeldern, erste schnelle Kommunikationswege und die Unzufriedenheit von Personen mit ihren Lebensumständen. Gerade bei Goldräuschen wie dem in Alaska bzw. Kanada, bei denen der Weg der Goldsucher beschwerlich und gefährlich war, starben viele Goldsucher bereits auf dem Hinweg. Gerade bei länger andauernden Goldräuschen wie dem Colorado Gold Rush kam es oft vor, dass die Goldsucher nach dem Ende des Goldrausches dort weiterlebten, wo sie nun einen beträchtlichen Teil ihres Lebens verbracht hatten.

## Berühmte Goldräusche
Der erste bekannte Goldrausch der Geschichte wurde ab 1693/95 durch umfangreiche Funde in Brasilien ausgelöst. Er brachte fast während des gesamten 18. Jahrhunderts jährlich 10 bis 15 Tonnen Gold nach Europa.
In Europa selbst sind kaum vergleichbare Ereignisse dokumentiert. In Skandinavien Anfang des 19. Jahrhunderts gab es vereinzelte Funde, die einen Zuzug begünstigten, sowie in Deutschland der Goldrausch zu Bodenmais von 1817, welcher das damalige Bergdorf zu einer größeren Gemeinde machte.

### Goldräusche in Nord- und Südamerika
In Nordamerika gab es drei große Goldräusche. Der erste dokumentierte Goldrausch auf US-Territorium ereignete sich 1799 in Charlotte, North Carolina. Der größte war der Kalifornische Goldrausch 1848 bis 1854. Weiterhin gehören dazu auch der Pikes Peak Goldrausch und der Goldrausch am Klondike River in Kanada und am Yukon River in Kanada. 1874 wurde bei Custer in den Black Hills in South Dakota Gold entdeckt, und es entstand ebenfalls ein Goldrausch, in dessen Verlauf die Cheyenne vertrieben wurden. Bedeutende Goldfunde gab es auch in Comstock Lode/Nevada 1859 (auch Silberfunde), in Oregon 1850, in British Columbia 1850 und Idaho 1863. Diese Funde lösten keinen oder nur einen unbedeutenden Goldrausch aus.

#### Georgia-Goldrausch
- Jahr des Beginns: 1828
- Ort: Blue Ridge Mountains im nordöstlichen Georgia, insbesondere um Dahlonega
- Besonderheiten: Der Bevölkerungszustrom war weniger bedeutend als bei den nachfolgenden Goldräuschen, gleichwohl war er einer der auslösenden Momente des Konflikts mit den Cherokee, der in deren Deportation am „Trail of Tears“ gipfelte. Allerdings beteiligten sich Cherokee dann auch als Goldschürfer in der Gegend und waren in weiterer Folge in Kalifornien und am Pikes Peak vertreten, in letzterem Fall spielten sie bei der Entdeckung des Goldes eine Rolle.

#### Kalifornischer Goldrausch
- Jahr des Beginns: 1848
- Höhepunkt: 1849

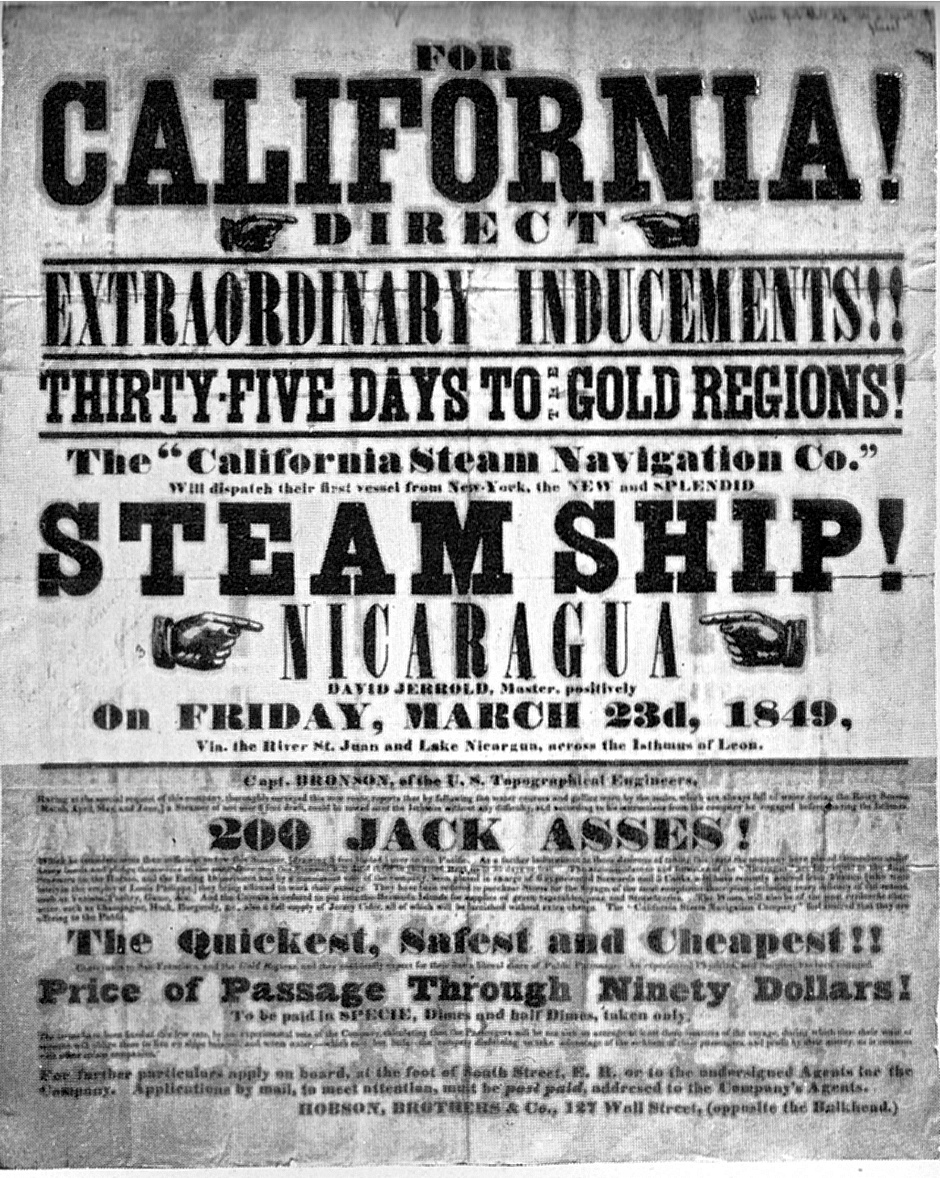
Plakat aus dem Jahr 1849 für Schiffspassagen nach Kalifornien zum Goldrausch

- Ort: um San Francisco, Sacramento etc.
- Einwanderer: meist von der Ostküste der Vereinigten Staaten, z. B. aus Neuengland

Am 24. Januar 1848 entdeckte James W. Marshall die ersten Goldstücke beim Bau einer Sägemühle für Johann August Sutter am American River, nahe bei der heutigen kalifornischen Hauptstadt Sacramento. Der Ladenbesitzer und Zeitungsverleger Samuel Brannan aus der damaligen Kleinstadt San Francisco eröffnete weitere Läden mit Waren für Goldschürfer und löste mit einem Zeitungsartikel über die Funde den Goldrausch in Kalifornien aus. 1849 kamen die meisten Einwanderer per Schiff (um ganz Südamerika herum, der Panamakanal wurde erst 1914 eröffnet) oder über Land. Mehr als 80.000 Menschen kamen allein innerhalb eines Jahres. Gefunden wurden täglich durchschnittlich 30 Gramm Gold, welches dem 20-fachen Tageslohn eines Arbeiters von der Ostküste entsprach. 1853 wurde die Goldsuche durch die Einführung eines Hochdruck-Wasserstrahlgerätes (englisch: Hydraulic-Mining genannt) revolutioniert. Am 3. September 1850 wurde Kalifornien (u. a. wegen der Goldfunde und der zunehmenden Besiedlung) zum 31. Bundesstaat der USA. Das Land, auf dem die Goldfunde stattfanden, gehörte eigentlich dem Großgrundbesitzer Johann August Sutter, dessen Rechte aber ignoriert wurden, der dadurch alles verlor und verarmt starb. Er versuchte vergeblich, die Goldfunde auf seinem Territorium geheim zu halten. 
Im deutschsprachigen Raum wurden 1927 die Ereignisse dieses Goldrausches literarisch von Stefan Zweig in seiner Novelle Die Entdeckung Eldorados – einer biografischen Erzählung über Johann August Sutter – aufgearbeitet. Die Erzählung ist in Zweigs historische Miniaturenreihe Sternstunden der Menschheit eingebettet. Sutters Geschichte wurde außerdem 1936 von und mit Luis Trenker (Produktion, Drehbuch, Regie und Hauptrolle) unter dem Titel Der Kaiser von Kalifornien verfilmt. Diese deutsche Verfilmung ist angelehnt an den französischsprachigen Roman L’or des Schweizer Schriftstellers Blaise Cendrars, in deutscher Übersetzung von Yvan Goll 1925 erschienen unter dem Titel Gold. Die fabelhafte Geschichte des Generals Johann August Suter.

#### Pikes Peak Goldrausch
- Jahr des Beginns: 1858
- Höhepunkt: erste Hälfte der 1860er
- Ort: im South Platte River, um Denver etc.
- Einwanderer: viele aus Kalifornien (aufgrund der dort selten gewordenen Goldfunde)

1858 wurde im South Platte River (nördlich des Pikes Peak) Gold und später auch Silber gefunden. In den 1870ern hatte das Territorium Colorado schon über 60.000 Einwohner und erreichte 1876 den Status eines Bundesstaates. Viele Siedlungen wie Denver entstanden und wuchsen. Nachträglich wird er daher auch Colorado-Goldrausch genannt. Ab etwa 1865 wurden die Goldfunde seltener, stattdessen wurde aber Silber und Tellur in den Rocky Mountains gefunden, was ab den 1870ern einen zweiten Boom auslöste.

#### Montana Gold Rush
- Jahr des Beginns: 1863
- Höhepunkt: 1866/69
- Ort: Alder Gulch, Virginia City (Montana), Bannack und Diamond City

Im Mai 1863 entdeckte William Fearweather und eine Gruppe von Bergleuten, darunter Barney Hughes, Thomas Cover, Henry Rodgers, Henry Edgar und Bill Sweeney Gold in Alder Gulch, etwa 80 Meilen östlich von Bannack in Montana, das zu dieser Zeit noch Montana-Territorium (engl. Montana Territory) hieß. Als sie ihr Gold nach Bannack brachten, um Vorräte zu kaufen, kamen die Goldfunde rasch an die Öffentlichkeit und so strömten bald viele weitere Goldsucher nach Virginia City. Im Jahre 1864 entschlossen sich vier gefangene Soldaten der Confederate States Army namens Washington Barker, Pomp Dennis, Jack Thompson und John Wells, während ihres Freigangs im späten Herbst des gleichen Jahres, den Winter über gemeinsam im Confederate Gulch, einer steil eingeschnittenen Schlucht an den Westhängen der Big Belt Mountains, zu verbringen, um dort nach Gold zu suchen. Thompson begann nun eines Tages am Mund dieser Schlucht ein Loch zu graben um darin nach Gold zu suchen und fand gleich ein kleines Stückchen Gold in der Größe eines Weizenkorns.
1865 erreichte eine Gruppe von vier Männern unter ihrem Anführer Carl Joseph Friedrichs, die als „Die Deutschen“ bezeichnet wurden, Helena (Montana) und wurden bald in einer Schlucht, die später als Cement Gulch berühmt werden sollte, fündig. Da sie jedoch nicht bereit waren das Gold im Grundgestein zu suchen, suchten sie an anderer Stelle weiter. Friedrichs führte die Gruppe unter ihnen John Schönemann, Alexander Campbell und Thaddeus Judson weiter durch den Wald der Hauptschlucht des Confederate Gulch, gruben in einer Nebenschlucht ein Erkundungsloch im Kies des Tales und wurden sensationell fündig. Der Fund in der nun so genannten Montana Bar war so gewaltig und überraschend groß, dass noch im Jahre 1904 eine Zeitung (The Sumpter Miner) darüber berichtete: “Richest Acre of Ground on Earth - Montana Bar Yielded Over $1.000.000 in Gold, Going $1.000 to The Pan” („Reichster Morgen Land auf der Welt - Montana Bar ergab mehr als 1.000.000 Dollar an Gold, 1.000 Dollar in der (Wasch-)Pfanne“). Alle Goldminen im Confederate Gulch zusammen, wobei sich die Montana Bar am Fuße des Gold Hill (Goldhügel) als die ergiebigste von allen herausstellte, förderten im Zeitraum von 1866 bis 1869 eine Menge Gold im Wert von schätzungsweise 19 bis 30 Millionen Dollar (auf Basis des damaligen Goldpreises von ca. 17 Dollar die Feinunze Gold), was einem heutigen Wert von umgerechnet 301 bis 475 Millionen Dollar entspricht (Stand 2018).

#### Black Hills Gold Rush
- Jahr des Beginns: 1874
- Höhepunkt: 1876/77
- Ort: Custer und Deadwood, South Dakota
- Einwanderer: Oft aus Kansas (Einwanderung erfolgte meist über den Missouri River)

Um 1860 berichtete der römisch-katholische Missionar Father De Smet, dass er Sioux Gold aus den Black Hills habe tragen sehen. Obwohl das Gebiet den Ureinwohnern durch den Vertrag von Laramie aus dem Jahr 1868 zugesichert war, interessierten sich Goldsucher vermehrt für die Region. 1874 fanden dann Goldsucher erste kleine Vorkommen nahe Custer. Die wesentlich größeren Vorkommen wurden in Deadwood Gulch entdeckt, woraufhin tausende Goldsucher die Siedlung Deadwood gründeten, obwohl sie sich auf Indianer-Gebiet befand.

#### Goldrausch am Klondike River
- Jahr des Beginns: 1896
- Höhepunkt: 1897/98

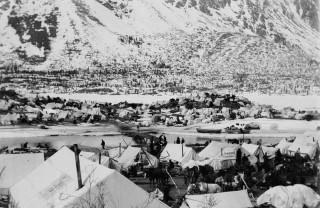
Goldgräbersiedlungen beim Goldrausch in Klondike

- Ort: Dawson am Bonanza Creek, Eldorado Creek etc. (Alaska und Yukon)
- Einwanderer: erst aus Kalifornien (um San Francisco), dann Europa und Asien

Bereits 1872 wurde in Alaska Gold entdeckt. Es waren Joe Juneau und Richard Harris, denen dies in Sitka gelang. 1873 folgten die Goldfunde in Circle und 1886 in Forty Mile. Städte wie Dawson oder Juneau, die Hauptstadt Alaskas, wurden gegründet.

Mögliche Routen zu den Goldfeldern am Klondike

Am 16. August 1896 fanden George Washington Carmack und seine indianischen Verwandten Tagish Charlie (dessen eigentlicher Name wohl Charlie Dawson war) und Skookum Jim Gold im Rabbit Creek, in der Nähe des Zuflusses des Klondike River in den Yukon River, der daraufhin flugs in Bonanza Creek umbenannt wurde. Das Originaldokument der Claimreservierung ist allerdings etwas undeutlich zu lesen, es könnte durchaus auch auf den 14. oder 17. August datieren. Die Gegend war so abgelegen, dass die Kunde vom großen Goldfund erst am 14. Juli 1897 mit dem Raddampfer Excelsior die Außenwelt erreichte. Sofort begann der Goldrausch. Zuerst reisten vor allem Goldsucher aus San Francisco und der umliegenden Westküste zum Klondike River. Später kamen auch Europäer (z. B. Deutsche, Italiener, Norweger, Briten) und Asiaten (Chinesen und Japaner) dazu.

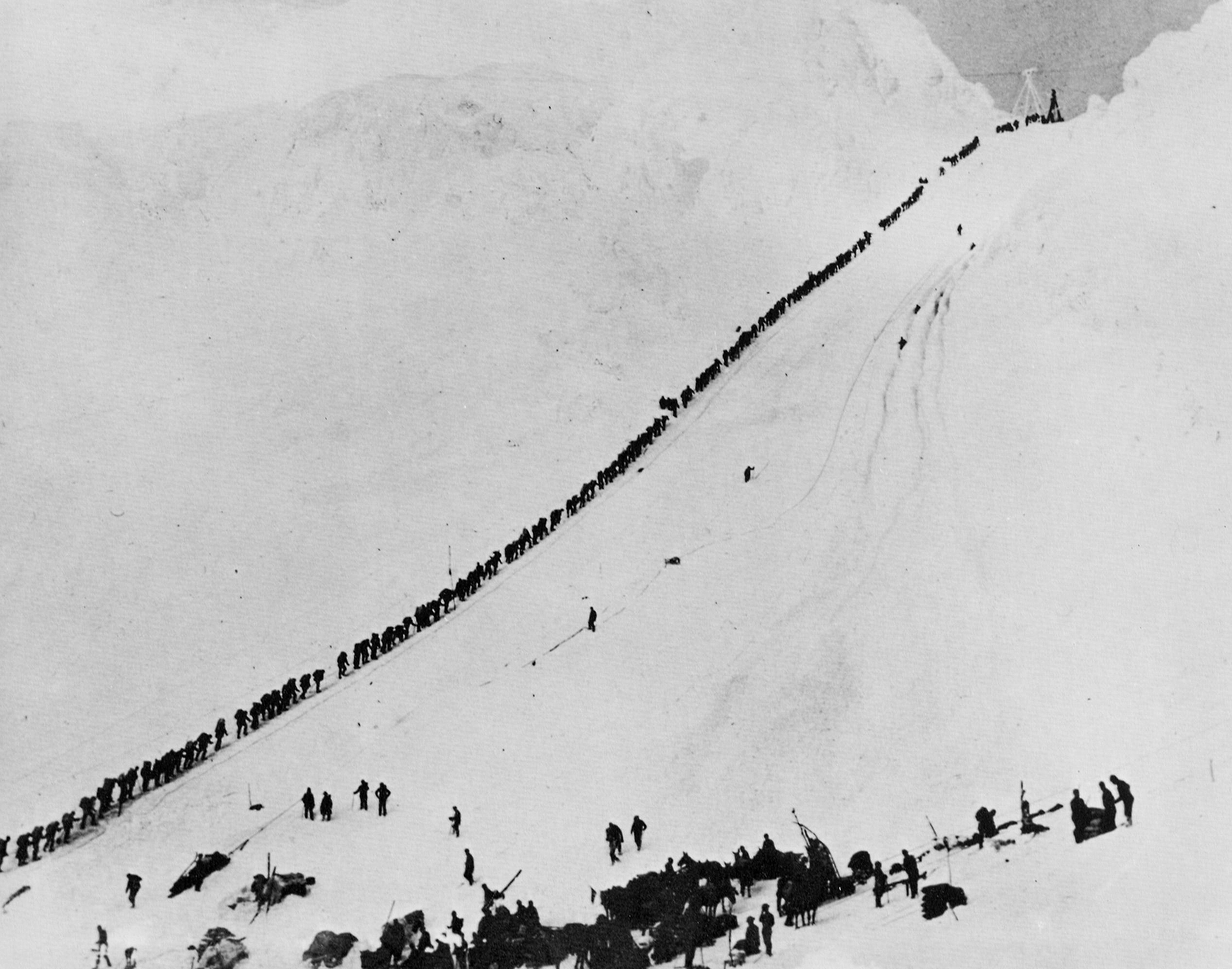
Goldsucher-Treck am Chilkoot-Pass im Winter 1897/98

Die meisten Goldsucher fuhren mit Dampfern nach Skagway oder Dyea in Alaska. Von dort ging es zu Fuß über den White oder den Chilkoot Pass bis zum Lake Bennett. Auf den Passhöhen befindet sich die Grenze zwischen den USA und Kanada, und die Royal Canadian Mounted Police ließ damals nur diejenigen passieren, die mindestens eine Tonne an Lebensmitteln und Ausrüstung mit sich führten. Am See wurden Boote und Flöße gebaut, mit denen die Goldsucher nach dem Eisaufbruch in den Yukon River und auf diesem die etwa 740 Kilometer bis zur Boomtown Dawson City fuhren. Viele kehrten auf dem strapaziösen Weg um, einige bezahlten das Wagnis mit ihrem Leben. Etwa 40.000 Abenteurer erreichten die legendären Goldfelder bei der ehemaligen Elchweide. Die wenigsten wurden reich, denn sie kamen viel zu spät, da sich die bereits in der Region befindlichen Goldsucher die besten Claims gesichert hatten.
1898 wurde das Yukon-Territorium mit Verwaltungssitz Dawson aus den kanadischen Nordwest-Territorien herausgelöst, um den plötzlichen Bevölkerungsschub administrativ besser bewältigen zu können.
Künstlerisch verarbeitet wurde der Goldrausch in Werken Jack Londons sowie in Gedichten von Robert W. Service. Weltruhm erlangte Charlie Chaplins Film Goldrausch, ein ironischer Kommentar zur Geldgier. In den Comics um die Figur Dagobert Duck legt dieser am Klondike den Grundstein für sein Vermögen und erinnert sich später gerne und oft an diese Zeit.
Noch heute gibt es viele Goldsucher in Alaska und im Yukon-Territorium. Diese gehen ihrer Arbeit jedoch nicht mehr mit Spitzhacke, Schaufel und Goldwaschpfanne nach, sondern benutzen modernste Maschinen. Das Erdreich wird mittels großer Planierraupen und Bagger bewegt und in sogenannten Sluice boxes gewaschen. Damit können auch geringste Mengen an Gold herausgewaschen werden.

#### Fairbanks Gold Rush
- Jahr des Beginns: 1902
- Höhepunkt: 1900er
- Ort: Fairbanks (Alaska) am heute so bezeichneten Pedro Creek.

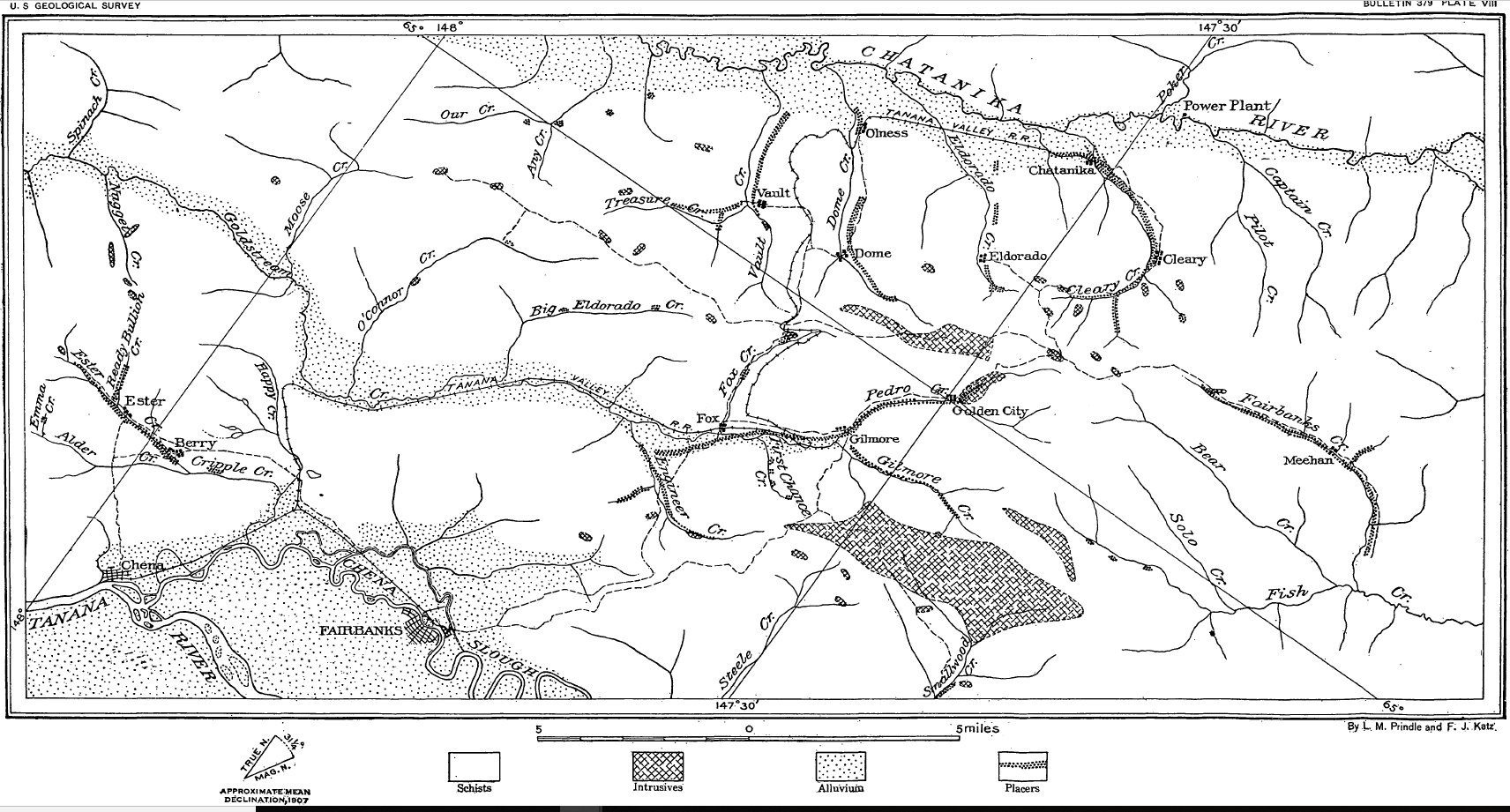
Geologische Karte des Fairbanks Distrikts

Der Fairbanks Gold Rush begann, nachdem der italienischstämmige Felice Pedronini (in Amerika nannte er sich Felix Pedro) am 22. Juli 1902 in der Region Alaska Interior Gold fand und die Nachricht darüber vom japanischen Einwanderer Jujiro Wada (1872/5–1937) nach Dawson City überbracht wurde, um die Nachricht zu verbreiten, dass Gold gefunden worden war. Der Goldrausch endete zunächst im Jahre 1911, da der weitere Goldabbau erst durch in den 1920er Jahren mit der Alaska Railroad  herbeigeschaffte Goldbagger fortgesetzt werden konnte, wobei hierfür zunächst der tiefgefrorene Boden aufgetaut werden musste. Die Fairbanks Exploration Company, die zuvor Claims in einem Gebiet von 30 mal 50 km erworben hatte, förderte mit ihren Baggern auf diese Weise in den folgenden 30 Jahren 3,5 Millionen Unzen Gold im heutigen Wert (Stand Juli 2020) von ca. 5,5 Milliarden Euro.

#### Brasilianischer Goldrausch
- Jahr des Beginns: 1978
- Höhepunkt: 1980er Jahre
- Ort: Mittelgebirge im nördlichen Brasilien
- Einwanderer: bis zu 950.000 Landlose aus den Küstenregionen

Der Goldrausch war der größte Lateinamerikas. Ab 1992 sank die Ergiebigkeit stark ab; zudem wurde durch Grundwasserzufluss der Einsatz professionellerer Fördertechniken notwendig.

### Goldräusche in Australien
In Australien gab es mehrere Goldräusche, wobei der erste, ausgelöst durch den Fund eines 40 kg schweren Gold-Nuggets, eine Einwanderungsbewegung bewirkte, die innerhalb etwa eines Jahrzehnts Australiens Bevölkerung nahezu verzehnfachte und gesellschaftliche Veränderungen auslöste, die Australien von der Sträflingskolonie Australien in einen zivilisierten Staat wandelten.

#### Goldrausch von Bathurst, Bendigo, Ballarat und Mount Alexander
- Jahr des Beginns: 1851
- Höhepunkt: 1850er

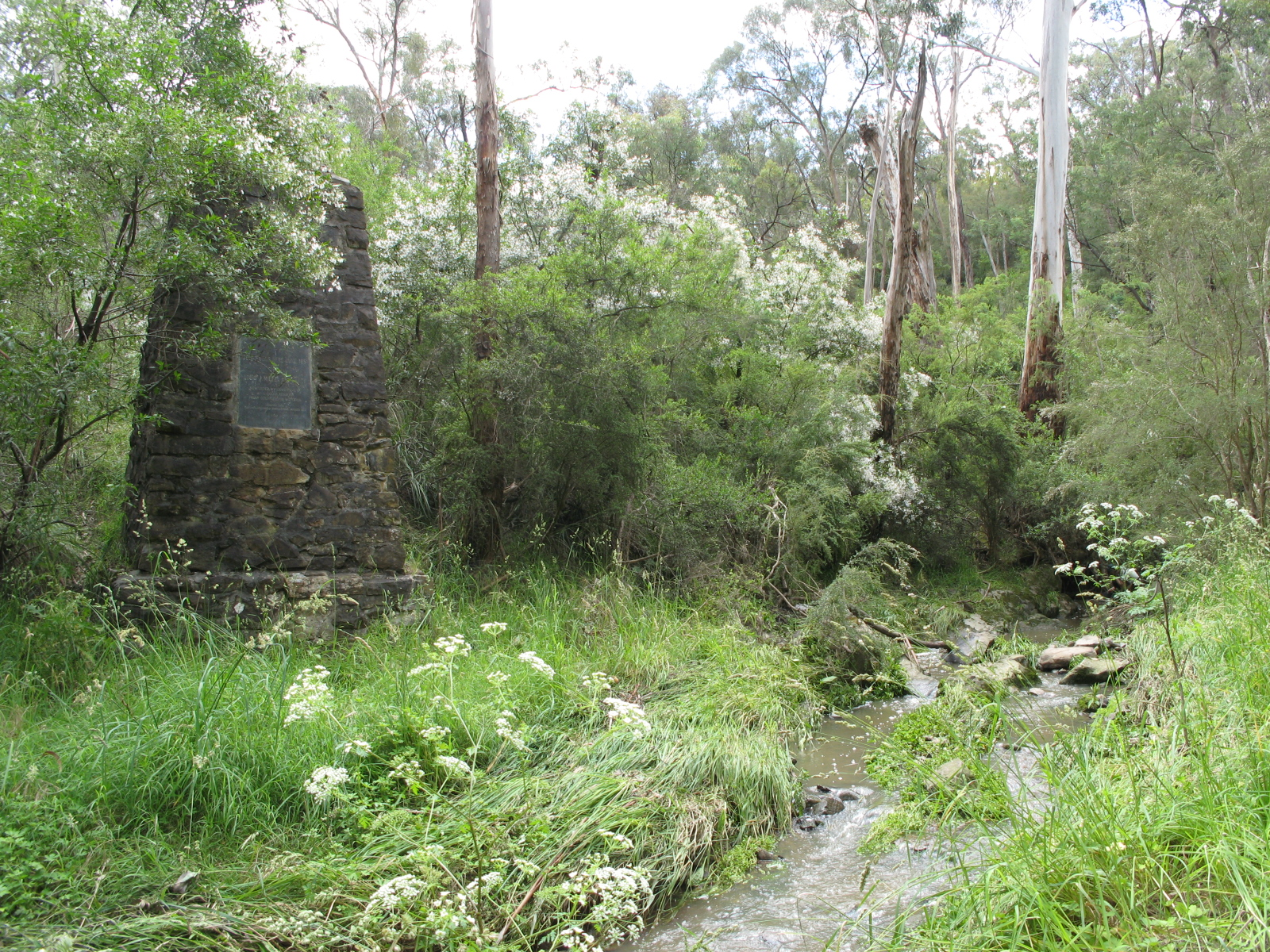
Denkmal des ersten anerkannten Goldfunds in Australien am Andersons Creek

- Orte: überall (ausgehend von Bathurst), besonders New South Wales und Victoria
- Einwanderer: meist Kalifornier, Briten und Chinesen

Edward Hammond Hargraves aus New South Wales entdeckte am 12. Februar 1851 in einem Gewässer in der Nähe von Bathurst das erste Goldnugget in Australien. Es war ein Quarzgoldblock mit einem Goldgehalt von 40 kg Gewicht. Hargraves hatte schon zwei Jahre zuvor in Kalifornien erfolglos nach Gold gesucht, bevor es ihn nach Australien verschlug. Die australische Regierung wollte den Fund aus Angst vor einem ähnlichen Goldrausch wie in Kalifornien geheim halten, doch es gab weitere Goldfunde in der Nähe von Melbourne am Mount Alexander in Victoria und in zahlreichen weiteren Orten Australiens. Das Goldvorkommen am Mount Alexander galt 1852 als das größte der Erde, und 1854 kamen die ersten chinesischen Goldgräber dorthin.
Bereits 1852 versiebenfachte sich die Zahl der Einwanderer auf 95.000. In nur einem Jahrzehnt wuchs die Bevölkerung auf 1.200.000 Einwohner an. Die Bürger wurden immer reicher, aber es gab immer mehr Unruhen. In der ursprünglich als Sträflingskolonie angelegten britischen Kolonie waren die Rechte und Ansprüche freier Bürger nicht mit eingeplant. Es gab zwar von Anfang an zivile, nicht zur Verwaltung der Straflager gehörende Personen, aber alle waren doch von den Lagern abhängig. Sie bildeten mit den Justizangestellten eine eigene Klasse, die den Neueinwanderern wie den entlassenen Sträflingen ein deutliches Misstrauen entgegenbrachte.
Die Goldsuchereinwanderer mussten hohe Lizenzgebühren zahlen und hatten kein Wahlrecht, da sie keine Ländereien besaßen. 1854 wurde in Ballarat ein Goldsucher im Zuge der Eureka Stockade von Polizisten getötet, worauf es zu Aufständen in Victoria kam, bei denen 38 Goldsucher zu Tode kamen. Dabei attackierten 400 Polizisten eine aufständische Gruppe von 120 Goldsuchern. Die Regierung beschloss daraufhin, doch auf die Forderungen (keine Lizenzgebühren, Wahlrecht, …) einzugehen. 1861 gründeten Chinesen eine Goldschürfgesellschaft, die jedoch bald darauf von den britischen Kolonialbehörden geschlossen wurde, weil die Chinesen das Gold direkt nach China schickten und so die Krone um die Steuer betrogen.

#### Goldrausch von Temora
Bevor der Goldrausch in Temora in New South Wales im Jahre 1879 begann, war dieser Ort eine kleine Siedlung von Farmern vor allem aus Deutschland. In der Nähe des Ortes wurde bereits 1869 Gold gefunden, der Goldrausch setzte aber erst 1879 ein. Auf dem Höhepunkt des Goldrausches hatte der Ort 20.000 Einwohner. In dem Goldfeld wurden sehr große Nuggets gefunden. Der Mother Shipton Nugget, der in drei Teile zerbrach, wog 308,35 Unzen.

#### Goldrausch von Teetulpa
Das Teetulpa-Goldfeld in South Australia hatte gegen Ende 1886 mehr als 5.000 Goldsucher, andere Quellen sprechen von 7.000. Entdeckt wurde es am 5. Oktober 1886 durch den Farmer Thomas Brady und Thomas Smith. Es fehlte vor allem an Wasser, und im Dezember baute das Water Conservation Department Gerätschaften auf, die 27.000 Liter Süßwasser täglich herstellten. Am ersten Handelstag für Gold, am Weihnachtstag 1886, wurden 200 Unzen angeboten.

#### Goldrausch von Coolgardie
Der Goldrausch von Coolgardie in Western Australia begann, als Arthur Bayley und William Ford dort 200 Unzen Gold in einem Zeitraum von fünf bis sechs Wochen fanden. Nach Angaben von Bayley war Ford der erste, der ein Nugget in einem Steinblock aus Quarz an einem Ort fand, der Fly Flat genannt wird. Drei Monate später, am 17. September 1892, kehrte Bayley mit 554 Unzen Gold (15,7 kg) nach Southern Cross zurück, womit dieser Goldrausch begann. Um 1898 war Coolgardie der drittgrößte Ort in Western Australia mit einer Bevölkerung von 15.000 Personen und weiteren Personen in der Umgebung. Zu seinem Höhepunkt waren 700 Gold-Gesellschaften aus Coolgardie an der London Stock Exchange gelistet.
Patrick Hannan fand unweit von Coolgardie im Kalgoorlie-Boulder-Gebiet am 17. Juni 1893 Gold. Auch hier war die Wasserversorgung das größte Problem, das erst im Jahre 1903 mit dem Bau einer 540 Kilometer langen Wasserleitung, der Golden Pipeline, gelöst wurde.
Infolge dieser Goldfunde im Yilgarn-Gebiet wurde der irische Geologe Edward Hardman von der Regierung von Western Australia zur Suche von wirtschaftlich verwertbaren Goldfeldern beschäftigt. 1884 fand die Expedition von Hardman Gold in Wasserläufen am Ord River im östlichen Kimberley, was darauf schließen ließ, dass Goldvorkommen in dieser entlegenen Gegend zu finden wären. Man fand ein Jahr später Goldvorkommen, aber ein Goldrausch setzte nicht ein, vermutlich waren die Vorkommen zu gering.

### Neuseeländischer Goldrausch
- Jahr des Beginns: um 1861
- Höhepunkt: 1860er
- Ende: um 1873
- Orte: Otago, West Coast, Thames, Waihi, Karori bei Wellington
- Einwanderer: meist aus Australien und Kalifornien, später aus dem Kaiserreich China

Im Mai 1861 wurde in der Region Otago von Gabriel Read, der vorher auf den Goldfeldern Kaliforniens und Australiens geschürft hatte, Gold entdeckt. Reads Entdeckung im nach ihm benannten Gabriel's Gully wurde zu einer Zeit publik, als kapitalkräftige Bergbaugesellschaften in Australien die unabhängigen Schürfer verdrängten oder durch billigere chinesische Lohnarbeiter ersetzten. Deshalb fand die Nachricht großen Zuspruch bei den australischen Goldsuchern, die zu Zehntausenden nach Neuseeland übersetzten und den Goldrausch in Otago auslösten. In den ersten drei Jahren wurden dort über 60.000 kg Gold abgebaut. Später übernahmen Chinesen die verlassenen Stätten. Zu diesem Goldrausch gehören auch die 80 Goldfelder in der Nähe Arrowtown, die auf Grund von Funden eines Schafscherers im Jahre 1862 entstanden.
Im Jahre 1864 wurde an der Westküste beim Taramakau River von zwei Māori Gold gefunden, was den West Coast Gold Rush auslöste und den Goldrausch von Otago beendete. Hokitika wurde dabei mit 25.000 Einwohnern im Jahre 1866 zur bevölkerungsreichsten Siedlung Neuseelands.
Die 1867 an der Westküste der Coromandel-Halbinsel bei Thames gemachten Funde lösten den ersten Goldrausch auf der Nordinsel aus. Weitere Funde wurden 1878 bei Waihi gemacht. Die beiden Ereignisse  werden als Coromandel Gold Rushes bezeichnet. Bei Waihi wird auch noch im 21. Jahrhundert im Untertagebau Gold gewonnen, die Martha Mine ist aber seit 2015 geschlossen.
Die 1869 in Karori bei Wellington gemachten Funde lösten den letzten Goldrausch in Neuseeland aus, der kurz und erfolglos war und 1873 beendet wurde.

### Südafrikanischer Goldrausch
- Jahr des Beginns: 1886
- Höhepunkt: 1890er-Jahre, 1900er-Jahre
- Ort: Transvaal, besonders Witwatersrand
- Einwanderer: nur wenige

1886 wurde am Witwatersrand südlich von Pretoria in Transvaal Gold gefunden. Im Gegensatz zu anderen Goldvorkommen gab es nur wenige Einwanderer. Diese Ausländer kauften die einheimischen Goldbergwerke auf. Viele Schwarze und arme Weiße bauten für die Bergwerksbesitzer das Gold ab. Nur wenige echte Goldgräber kamen nach Witwatersrand. Um 1900 wurde die Transvaal-Republik der größte Goldproduzent der Welt.

## Verfilmungen
- Goldrausch (Originaltitel: The Gold Rush), Stummfilm-Komödie von Charlie Chaplin aus dem Jahre 1925. Der Film thematisiert den Klondike-Goldrausch.
- Die goldene Hölle (Originaltitel: The Trail of ’98) von 1928
- Klondike Annie von 1936
- Über den Todespaß, ein US-amerikanischer Western von Anthony Mann aus dem Jahre 1954. Der Film spielt 1896 in Alaska zur Zeit des legendären Klondike-Goldrauschs.
- 1974 drehte die DEFA nach der Vorlage von Jack Londons Romanen „Alaska Kid“ und „Kid & Co“ den Spielfilm „Kit & Co“, der den beschwerlichen Weg des motivierten Abenteurers Kit Bellew vom Journalisten in San Francisco bis zum angesehenen Goldsucher in Dawson City darstellt. Der Film konnte nicht in Alaska gedreht werden, trotzdem bestechen die atemberaubende Landschaftsbilder, die nur ein Kenner von der originalen Kulisse unterscheiden kann.

- Im Advent 1975 strahlte das ZDF im Rahmen seiner damals üblichen Abenteuervierteiler die Fernsehserie Lockruf des Goldes, verfasst nach mehreren Motiven aus Büchern von Jack London, aus.

- Der Goldrausch. Die Schlüsselperiode der Geschichte der USA (Originaltitel: The American Experience. The Gold Rush), 52 Minuten, USA 2006. Produzenten: Randall MacLowry, Laura Longsworth. Regie: Randall MacLowry. In der Reihe „American Experience“. Erstausstrahlung: arte, 29. September 2012.